# Шрейбер, Иоганн
Иоганн Шрейбер (нем. Johann Friedreich Schreiber) (6 июня (26 мая) 1705, Кёнигсберг Восточная Пруссия — 8 февраля (28 января) 1760, Санкт-Петербург) 1705—1760) — доктор медицины Лейденского университета, профессор Петербургских госпитальных школ, член Императорской Академии Наук и член Римско-Императорской Академии испытателей природы.

## Биография
Родился 26-го мая 1705 г. в г. Кенигсберге, в Пруссии, в семье доктора богословия, профессора риторики, истории и теологии Кёнигсбергского университета, пастора Кафедрального собора в Кнайпхофе, библиотекаря Кёнигсбергской Валленродской библиотеки Михаэля Шрейбера (Michael Schreiber) (1662—1717) и его второй жены Агнес ур. Бауэр (Agnes Bauer). Шестнадцати лет Иоганн Шрейбер стал посещать Кенигсбергский университет, где слушал лекции по философии, математике и медицине. Пять лет спустя, в 1726 г. Шрейбер отправился в Франкфурт на Одере, а оттуда в Лейпциг, но в Лейпциге он пробыл недолго и переехал затем в Лейден, где изучал медицину под руководством тогдашних знаменитостей: Бургаве и Альбинуса.
В Лейдене же Шрейбер встретился и подружился с знаменитым Галлером. Защитив 19-го июня 1728 г. диссертацию под заглавием: «Meditationes philosophico-medicae de fletu». Шрейбер получил степень доктора медицины. Эта диссертация обратила на, себя внимание тогдашних выдающихся ученых медиков, и некоторые из них дали о ней лестные отзывы. Уехав затем в Саардам в качестве практикующего врача, он прожил там менее двух лет и в 1730 г. отправился в Марбург, чтобы лично познакомиться с знаменитым Вольфом, с которым он уже несколько лет был в переписке.
Из Марбурга Шрейбер отправился в Лейпциг и там напечатал первый том своего сочинения: «Elementorum medicinae phisico-mathematicorum» (Tomus I, auctore I. Fr. Schreiber, praefatus est Christianus Wolfius Francofurti et Lips. 1731. in 8). В этом сочинении, как и в других, Шрейбер стремится Вольфовскую систему demonstrativum mathematicum ввести в медицину и физиологию. Отправившись из Лейпцига в Галле, Шрейбер через Фридриха Гофмана получил кафедру медицины и философии в тамошнем университете, но не остался здесь, так как через того же Гофмана ему предложено было русским правительством приехать на службу в Россию.
Приняв это приглашение, Шрейбер весной 1731 г., вместе с пятью другими врачами, изъявившими желание поступить на службу к русскому правительству, отправился в Россию, и, по прибытии его в Ригу, 1-го мая 1731 г. с ним был заключен контракт на пять лет, с жалованьем по 600 рублей в год. В том же году он был назначен дивизионным врачом в Лифляндский корпус, а затем переведен дивизионным доктором в армию фельдмаршала Ласи, с которым сначала в этой должности, а потом в должности генерального штаб-доктора, совершил пять походов: в Польшу (1733 и 1734 г.), под Данциг (1734 г.), в Цесарию (1735 г.), под Азов (1735 г.) и в Крым (1737 г.).
Во время всех этих походов у Шрейбера было очень много работы. Фельдмаршал Ласи не берег солдат, и в его армии процент больных постоянно был очень велик; к этому нужно присоединить еще множество раненых, поступавших в госпитали после каждого сражения. Постоянные походы утомили Шрейбера, и в 1737 г. он стал просить перевода на более спокойное место или полной отставки.
Тогдашний архиатер Иоганн Бернхард Фишер не счел возможным лишиться такого ученого и известного доктора, каким был Шрейбер, и предложил ему место штат-физика в Москве с жалованьем по 600 рублей. Шрейбер согласился на это предложение и приехал в Москву. Однако вскоре он вынужден был покинуть Москву, так как был командирован в Украинский корпус на борьбу с чумой. Почти полтора года Шрейберу пришлось усиленно проработать в борьбе с страшной и совершенно неизвестной эпидемией, рискуя ежеминутно заразиться и умереть. Возвратившись в начале 1839 г. в Москву, он вступил в исполнение должности штат-физика, но и здесь отдохнуть ему не пришлось.
В Москве все время опасались появления чумы, а потому штат-физику дела было очень много. Прослужив в Москве до начала 1742 г., Шрейбер был назначен Лестоком, тогда только что вступившим в должность архиатера, профессором хирургии к петербургским госпитальным школам; но, кроме хирургии, преподавал анатомию, миологию, остеологию и ангиологию. Анатомия преподавалась им подробно, не по одним только рисункам, но и по препаратам. Вскрытия трупов делались часто и считались обязательными.
Заботясь о медицинском образовании учеников и подлекарей госпитальных школ, Шрейбер в то же время прилагал немало усилий к улучшению и возвышению общественного положения будущих медиков. Он энергично восставал против наказания учеников и подлекарей розгами и батогами. Постоянный протест Шрейбера в этом направлении сделал то, что мало-помалу этот вид наказания стал исчезать. В 1756 г. Шрейбер напечатал в Лейпциге на немецком языке своё сочинение «О распознавании и лечении главнейших болезней», по которому он преподавал в петербургских госпитальных школах. Сочинение это было впоследствии переведено на латинский язык доктором Погорецким и издано в Москве. Оно довольно долго считалось одним из лучших учебников по диагностике и терапии. Кроме вышеупомянутых сочинений, Шрейбером было напечатано еще значительное число работ, преимущественно на латинском языке. Шрейбер скончался в Петербурге 28-го января 1760 г.